# کواسیر
کِواسیر (به زبان نروژی باستان: Kvasir) به معنی آبجوی قوی، در اسطوره‌شناسی اسکاندیناوی، خردمندترین ایزد در بین نژاد ونیر بود که توسط بزاق دهان تمامی ایزدان و ایزدبانوان آسیر و ونیر آفریده شد. در روایتی از ادای منثور، پس از اینکه جنگ آسیر و ونیر با آتش‌بس و صلح به پایان رسید، ایزدان هر دو جبهه ترک مخاصمه را جشن می‌گیرند و در این جشن همهٔ ایزدان در ظرفی تُف می‌اندازند، که این کار روشی برای تخمیر مایعات شیرین نزد مردمان بدوی است. از این مایع غولی فرزانه به نام کواسیر هستی می‌یابد که او را یارای پاسخ دادن به بسیاری از پرسش‌ها است. کواسیر به عنوان خردمندترین مخلوق به‌شمار می‌رفت و بدین سبب به دور دست‌ها سفر می‌کرد تا دانش و خرد خود را به دیگران آموزش و گسترش دهد. این روند تا زمانی ادامه داشت که دو برادر دورف به نام‌های فیالار و گالار، او را به مناسبت جشنی به غارشان دعوت کرده و سپس او را کشتند. آن‌ها دربارهٔ کشته شدن کواسیر به دروغ به ایزدان گفتند او بر اثر دانش بیش از حد دچار خفگی شده و جانش را از دست داد. دو برادر سپس با ترکیب خون کواسیر با عسل و آبجو، نوشیدنی الهام بخش می‌سازند که هر کس از آن جرعه‌ای بنوشد، فرزانه و دارای طبع شاعری می‌شد. چندی بعد، برادرها غولی به نام گیلینگ و همسرش را کشتند. سوتونگ، پسر گیلینگ که به دنبال والدینش می‌گشت، دو دورف را تهدید به کشتن نمود. سوتونگ دورف‌ها را دنبال نمود و سپس آنان را در صخره‌ای در زیر دریا به بند کشید. برادرها از سوتونگ خواستند تا در ازای نوشیدنی کواسیر از گرفتن جانشان چشم‌پوشی کند. سوتونگ شرط را پذیرفت و نوشیدنی را در دل کوهی مخفی کرد و به دخترش گانلود دستور داد از آن محافظت کند.
بر طبق کتاب اساطیر نورس به قلم کوین کراسلی هلند، نام کِواسیر برگرفته از کلمهٔ روسی کواس، که نوعی نوشیدنی تخمیری شبیه به آبجو اما قویتر از آن است، و این واژه هنوز هم در اروپای شرقی کاربرد دارد و در دانمارک کواس به معنی میوهٔ شکسته‌است، و به نظر می‌رسد کواسیر تجسمی از نوشیدنی مستی بخش است که می‌تواند خاستگاه الهام باشد.